# Oficina Central de Estadísticas de Noruega
La Oficina Central de Estadísticas de Noruega (del noruego: Statistisk sentralbyrå) abreviado SSB) o simplemente  Estadísticas de Noruega es la oficina de estadísticas demográficas y económicas oficial de Noruega. Fue establecida en 1876 y su sede está en Oslo. 
La SSB cuenta con un personal de alrededor de 1000 funcionarios y publica alrededor de 1000 documentos estadísticos cada año en su sitio web, tanto en noruego como en inglés.
Como la oficina noruega central para las estadísticas oficiales del Gobierno, la SSB ofrece, tanto a este como al público, extensas investigaciones y análisis. Depende administrativamente del Ministerio de Finanzas y su junta es nombrada por el Gobierno, pero opera de manera independiente a todas sus agencias. Se basa en gran medida en los datos de registros, pero también recoge datos de encuestas y cuestionarios, incluidos los de ciudades y municipios.
Christine B. Meyer es la actual directora general, sustituyendo a Hans Henrik Scheel.

## Historia
La Oficina Central de Estadística se creó en 1876. La Ley de Estadística de 1989 establece el marco jurídico para las actividades de la SSB.